# Алекса Јовановић
Алекса С. Јовановић (Ћуприја, 19. август 1846 — Београд, 6. мај 1920) био је српски политичар и судија. Обављао је функцију председника владе Србије 1900 — 1901 и министра иностраних дела.

## Биографија
Нижу гимназију завршио је у Неготину, а вишу гимназију и Правни факултет у Београду. Службовао као судски чиновник у Крагујевцу, Краљеву и у Министарству правде и београдском суду. Јовановић се рано определио за судијско занимање и прошао све лествице – од општинских судова до највиших државних. У периоду 1874-1878. био је судија у Смедереву и Крушевцу, а у периоду 1878 — 1884. председник судова у Нишу и Београду. Члан је Касационог суда 1884—1890. и поново 1894 — 1899. године. У међувремену, 1890 — 1894. године, начелник је Министарства правде. Председник Апелационог суда постаје 1. јуна 1899. године. Био је један од најбољих судија свога времена, како по знању, тако и по савесности и непристрасности (Живојин Перић).
Политиком се помало бавио као посланик (1880—1881) и члан сената (1901. и 1903). У високу политику је ушао неочекивано, у једној од тада честих политичких криза. Када је краљ Александар Обреновић објавио своју намеру да се ожени Драгом Машин, тадашња влада, на челу са Владаном Ђорђевићем, поднела је оставку. Краљ је тражио њену замену, али ниједан од виђенијих политичара није желео да, прихватајући место премијера, подржи тај непопуларан потез. На крају је Алекса Јовановић прихватио понуду и 12. јула 1900. године формирао тзв. свадбено министарство. Он сам је, поред места председника владе, држао и министарство спољних послова (до 5. фебруара 1901), а затим министарство правде до пада владе 20. марта 1901. године. Најважнији потези Јовановићеве владе били су помиловање осуђеника поводом Ивањданског атентата на краља Милана, међу којима и Никола Пашић и Коста Таушановић, затим поправљање односа са Русијом и забрана повратка краља Милана у Србију, а због његовог прoтивљења женидби.
Јовановић је био и продуктиван писац дела углавном из области историје српског права. Неки од његових самосталних радова су: Историјски развитак српске задруге (1896), Изборно право женскиња у Краљевини Србији (1898), Приносци за историју српског права (1900) и Министарство Алексе Јовановића (1906).
Додељен му је Краљевски орден Белог орла.
Умро је убрзо након гажења аутомобилом код старог "Руског цара".